# Aidas Reklys
Aidas Reklys (Kaunas, 22 april 1982) is een Litouwse kunstschaatser.
Reklys is actief als individuele kunstschaatser en wordt gecoacht door Lilija Vanagiene. 
| records             | punten | datum      | toernooi                   |
| ------------------- | ------ | ---------- | -------------------------- |
| Hoogste totaalscore | 142.84 | 14-10-2005 | Karl Schäfer Memorial 2005 |
| Hoogste korte kür   | 48.07  | 13-10-2005 | Karl Schäfer Memorial 2005 |
| Hoogste lange kür   | 94.77  | 14-10-2005 | Karl Schäfer Memorial 2005 |

| resultaten             | 1999 | 2000 | 2001 | 2002 | 2003 | 2004 | 2005 | 2006 |
| ---------------------- | ---- | ---- | ---- | ---- | ---- | ---- | ---- | ---- |
| Olympische Spelen      | -    | -    | -    | -    | -    | -    | -    |      |
| Wereldkampioenschap    | -    | -    | -    | 33e  | 35e  | 35e  | -    |      |
| Europees kampioenschap | -    | 35e  | 33e  | 31e  | 28e  | 29e  | 31e  | 24e  |